# サボテニング
舞台『サボテニング』は、女優・水野美紀と作家・楠野一郎による演劇ユニット・プロペラ犬の第3回公演である。水野美紀と客演の猫背椿（大人計画）・福田転球による三人芝居。本ユニットにおいては、初めて客演に女性キャストを迎えての公演となる。上演は、2009年11月26日から12月19日まで、東京・大阪ほか全6ヶ所にて行われた。
2009年4月17日に配布開始となった仮チラシ及びプロペラ犬のサイトにおいて、第3回公演のタイトル・演出家・客演陣が発表された。2009年7月17日には本チラシと共に公演期間などの詳細が発表された。

## 公演概要
※当日パンフレット及び、楠野のブログ（）発表情報による。

### キャスト
- 水野美紀
- 猫背椿（大人計画）
- 福田転球

### スタッフ
- 作：楠野一郎
- 演出：倉持裕（ペンギンプルペイルパイルズ）

- 音楽：粟津裕介（ロコロコード）
- 音楽助手：森下愛（ロコロコード）
- 美術：佐々木文美（快快）
- 照明：清水利恭（日高舞台照明）
- 音響：富田聡
- 映像：荒川ヒロキ（&FICTION!）
- 衣装：小野涼子
- 演出助手：相田剛志
- 特殊小道具：笹野茂之
- ヘアメイク：武井優子
- 舞台監督：堀吉行（DDR）
- 舞台監督助手：須田桃李（DDR）、高橋朝子（DDR）、岡田志乃
- 衣装進行：釜田眞奈美（DDR）
- 衣装製作協力：加藤佑里恵
- スペシャルサンクス：玉置孝匡（ペンギンプルペイルパイルズ）
- 大道具製作：C-COM
- 運搬：マイド
- 宣伝美術：松澤亜希子
- 宣伝ヘア＆メイク：吉森香織
- パンフレット編集：天野史朗（快快）
- 票券：荘司雅子（オフィス・REN）
- 制作：藤野和美（オフィス・REN）、飯盛一恵（オフィス・REN）
- 制作協力：キューブ、トップシーン
- 協力：大人計画、よしもとクリエイティブ・エージェンシー、クリオネ、オフィス・モレ

- 東京公演提携：赤坂RED/THEATER
- 佐賀公演主催：（財）佐賀市文化進行財団
  - 後援：佐賀新聞、STSサガテレビ、エフエム佐賀
- 大阪公演主催：HEP FIVE
- いわき公演主催：いわき芸術文化交流館アリオス
- 仙台公演主催：仙台放送
  - 後援：仙台市市民文化事業団、河北新報社、仙台リビング新聞社
- 盛岡公演主催：（財）盛岡市文化振興事業団
  - 後援：盛岡市教育委員会、岩手日報社、めんこいテレビ
- 協賛：日本財託
- 企画・製作：プロペラ犬（水野美紀×楠野一郎）

### 公演期間
- 東京公演（2009年11月26日-12月6日、赤坂RED/THEATER）-全15回
- 大阪公演（2009年12月11日-12月13日、大阪HEPホール）-全5回

- 佐賀公演（2009年12月9日、佐賀市文化会館　中ホール）
- いわき公演（2009年12月16日、いわきアリオス小劇場）
- 仙台公演（2009年12月17日、仙台市青年文化センター　シアターホール）
- 盛岡公演（2009年12月19日、盛岡劇場）

### 公演グッズ
- パンフ缶 1300円
- Tシャツ 2500円（白・黒、サイズはS/M/L）
- パンフ・Tシャツセット 3400円
パンフ缶とTシャツのセット。Tシャツは色とサイズを選べた。
通常価格3800円のところ、セット価格3400円で販売。
セット特典として、水野美紀直筆サイン入りチラシ付き。
- 「ジャージマン」DVD 3990円（税込み）
- 水野美紀デザインのサクマくんストラップ 1000円
- 水野美紀デザインのバングル 800円
水野がデザイナーを務める「THIRD FACTORY」商品。会場のみ特別価格。

## その他・エピソード
- 本公演のチラシは、ユニット初の見開きデザインとなっている。表面は「サボテニング」、裏面は第2回公演「ジャージマン」のDVD発売告知、開くと水野と楠野の対談が読めるというもの。

- 本作で、初めて客演に女性キャストを迎え入れた。また、旗揚げ公演・第2回公演までは東京（川崎）・大阪の2都市での上演であったが、初めて地方公演を行った。

- 2009年9月18日のプロペラ犬ひみつ集会において、東京公演のみチケット先行販売が行われた。一般発売直前にプレイガイド以外で直接購入出来る機会となった。購入者特典は水野のサイン入り本チラシ。

- 前回公演「ジャージマン」に出演した玉置孝匡は、本作に声と写真で登場。スペシャルサンクスとしてクレジットされている。

- DVD用のコメンタリー収録は、2010年4月14日にキャスト全員が揃って行われた。